# 九七式艦上攻撃機
中島 B5M/N 九七式艦上攻撃機
九七式三号艦攻
- 用途：艦上攻撃機
- 設計者：中村勝治（B5N）[1]、高橋巳次郎（B5M）[2]
- 製造者：中島飛行機（B5N）、三菱重工業（B5M）
- 運用者： 大日本帝国（日本海軍）
- 初飛行：1937年1月8日（B5N）、1936年11月21日（B5M）
- 生産数：1,400機（B5N）、約150機（B5M）/ 1,149機[注釈 1]
- 運用状況：退役

九七式艦上攻撃機（きゅうななしきかんじょうこうげきき・きゅうじゅうななしきかんじょうこうげきき）日本海軍の艦上攻撃機。競争試作された2機種が両方とも採用されたので、この名をもつ飛行機には全く設計の異なる中島製（B5N）と三菱製（B5M）の2種類が存在するが、通常は中島製（B5N）を指す。略称は九七式艦攻または九七艦攻。アメリカ側のコードネームは、中島製の一号/三号がKate（ケイト）、三菱製の二号がMabel（メイベル）。

## 概要
昭和10年（1935年）に海軍が中島飛行機、三菱重工業に十試艦上攻撃機としての競争試作を命じ、昭和12年（1937年）11月に中島案を九七式一号艦上攻撃機、三菱案を九七式二号艦上攻撃機として、共に採用した。競争試作であるにもかかわらずどちらも採用された理由は、両者の間に決定的な性能差がなかったからだとされる。
日本海軍としては、初の全金属製の低翼単葉機であり、一号型は国産単発機初の引込脚を採用。それまでの九六式艦上攻撃機に比べ、最高速度は約100km/hも向上した。また着艦（着陸）時に脚の出し忘れを防ぐため、エンジンを絞った際に脚が出ていないと警告ブザーが鳴る仕組みをもっていた。乗員は操縦員、偵察員、電信員（銃手）の3名。

## 九七式一号／三号艦上攻撃機（B5N1/B5N2）

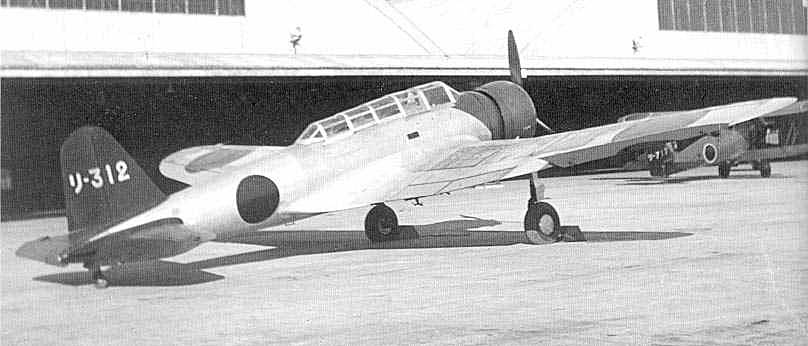
一一型（一号、B5N）

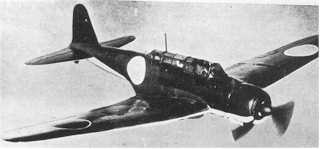
中島一二型（三号、B5N）

中島飛行機で開発された九七式一号艦上攻撃機（B5N1、1942年4月7日に九七式艦上攻撃機一一型と改称）は、同時期に開発中であった十試艦上偵察機（後の九七式艦上偵察機）に採用していた可変ピッチプロペラや蝶型ファウラーフラップ、密閉式風防などを採用している。ただし、ファウラーフラップは機構が複雑なので、量産型機では単純なスロッテッドフラップを採用した。一号は昭和11年12月31日に完成し、翌12年1月8日（1937年）には初飛行に成功している。
一号の発動機を「光」三型から「栄」一一型に変更したものを九七式三号艦上攻撃機（B5N2、1942年4月7日に九七式艦上攻撃機一二型と改称）として採用し、以後生産の中心は三号に移る。一号と三号を合わせて1,250機ほどの機体が、中島飛行機の小泉工場で生産された。
特殊な派生型として、一号を練習機に改造した九七式一号練習用攻撃機（B5N1-K、1942年4月7日に九七式練習用攻撃機一一型と改称）がある。

## 九七式二号艦上攻撃機（B5M1）

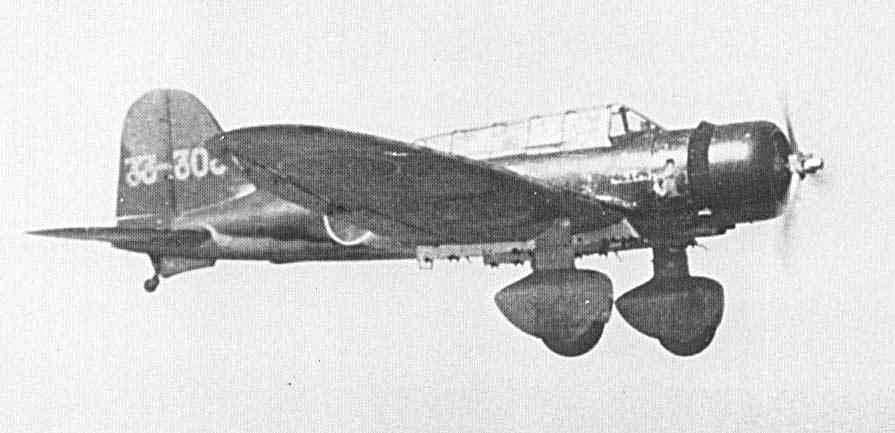
三菱六一型（二号、B5M）

三菱重工業で開発された九七式二号艦上攻撃機（1942年4月7日に九七式艦上攻撃機六一型と改称）は、固定脚であり、中島機に比べ振動が少なかったので、二号のほうを好む搭乗員もいたという。しかし、油圧系統や主翼折りたたみ機構などに問題があったともいわれる。試験機の完成は昭和11年10月末、初飛行は11年11月21日（1936年）に成功している。
先に述べた三号が採用されてからは生産の中心は中島機になったので、二号は昭和15年中に生産を終了し、専ら訓練や哨戒などに用いられた。合計で150機ほどが（120機とも言われる）生産された。

## 戦歴
制式採用後間もなく中国大陸方面の作戦に投入された。
真珠湾攻撃では三号143機が出撃（内800キロ爆弾1発、または250キロ爆弾2発、または250キロ爆弾1発と60キロ爆弾6発を装備した水平爆撃隊103機、九一式航空魚雷改を搭載した雷撃隊40機）し、雷撃隊はアメリカ海軍太平洋艦隊の戦艦4隻を含む6隻の艦艇を雷撃、魚雷36発を命中（米側資料では23本）させている。なお、淵田美津雄海軍中佐が放った「トラ・トラ・トラ」はこの機体から打電された。
マリアナ沖海戦までは空母で運用され、後継機の天山が登場してからは主に陸上基地機として、レーダーもしくは磁気探知機を追加装備して対潜哨戒や大鷹型護衛空母に搭載され、輸送船団護衛にも就いた。
そして、大戦末期には一部が特攻に出撃している。沖縄戦では宇佐海軍航空隊第二八幡御皇隊の1機が戦艦テネシーを大破させている。
また、1945年8月下旬、北千島へ侵攻してきたソ連軍上陸船団に対し、占守島に残存していた北東海軍航空隊所属の数機が陸軍機とともに出撃して爆撃を加えており、1機が掃海艇体当たり、これが日本海軍航空隊最後の戦闘であり、日本最後の特攻の戦果になった。

## 諸元
B5N2
- 乗員：3名
- 全長：10.3m
- 全幅：15.518m
- 全高：3.7m
- 主翼面積：37.7m2
- 自重：2,200kg

三面図（一号）

- 全備重量：3,800kg（正規）、4,100kg（過荷）
- 翼面荷重：101.8kg/m2
- 発動機：中島「栄」一一型 空冷複列星型14気筒 出力970馬力（公称）×1
- 最大速度：377.8km/h（高度3,600m）
- 巡航速度：263km/h（高度3,000m）
- 着陸速度：113km/h
- 上昇時間：3,000mまで7分40秒
- 実用上昇限度：7,640m
- 航続距離：1,021km（正規）、1,993km（過荷）
- 武装
九二式七粍七旋回機銃×1（6弾倉582発）
以下のいずれか
800kg航空用魚雷×1
800kgまたは500kg爆弾×1
250kg爆弾×2
60kg爆弾×6

B5M1
- 乗員：3名
- 全長：10.324m
- 全幅：15.3m
- 全高：4.24m
- 主翼面積：39.64m2
- 自重：2,342kg
- 全備重量：4,000kg
- 翼面荷重：101kg/m2
- 発動機：三菱「金星」四三型 空冷複列星型14気筒 出力1,000馬力（公称）×1
- 最大速度：381km/h（高度2,200m）
- 着陸速度：119km/h
- 上昇時間：3,000mまで7分5秒
- 実用上昇限度：8,260m
- 航続時間：9.3時間（250km/h、高度2,000m）
- 武装
九二式七粍七旋回機銃×1
以下のいずれか
800kg航空用魚雷×1
800kg爆弾×1
250kg爆弾×2
30kg爆弾×6

## 現存する機体
現在、一二型2機が博物館に収蔵されている。
また2015年には種子島沖に沈んでいる機体が確認され、2021年6月に引き揚げが実施された。この機体は九七式艦上攻撃機の訓練基地である宇佐海軍航空隊があった縁で、大分県宇佐市に文化財として保存される事となった。
| 型名   | 番号                  | 機体写真 | 所在地                        | 所有者                   | 公開状況 | 状態     | 備考 |
| ------ | --------------------- | -------- | ----------------------------- | ------------------------ | -------- | -------- | --- |
| 一二型 | 53-305 H-305 中島5353 |          | イギリス ウェストサセックス州 | ウィングス・ミュージアム | 公開     | 静態展示 | 339番目に製造された機体。第五五三海軍航空隊に運ばれ、53-305の尾翼番号で運用された。1944年10月に北東海軍航空隊へ配置転換されたので、尾翼番号がH-305に変更された。その後、敗戦により占守島に放棄され、2003年に回収された。       |
| 一二型 | 302                   |          | アメリカ ハワイ州             | 真珠湾航空博物館         | 公開     | 静態展示 | 終戦後ラバウルのブナカナウ飛行場からニュージーランド軍に引き渡された機体。番号は不明だが、鹵獲直後の写真より尾翼番号は「302」と判明している。2016年4月18日に展示が開始され、機首・左主翼・後部胴体を除く大部分が現存している。 |

## 実物大模型
2022年4月18日から、旧鶉野飛行場跡地に作られた地域活性化拠点施設「soraかさい」(兵庫県加西市鶉野) 　に紫電改とともに展示されている。機体の形式は一号（一一型）で、垂直尾翼には 第一護皇白鷺隊 の隊長機「ヒメ305」のマークが描かれている。

## 登場作品

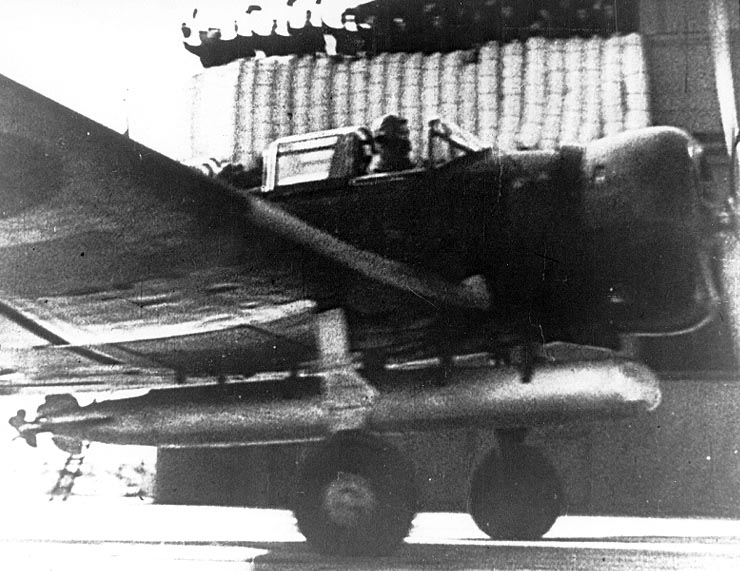
『ハワイ・マレー沖海戦』に登場した一一型。

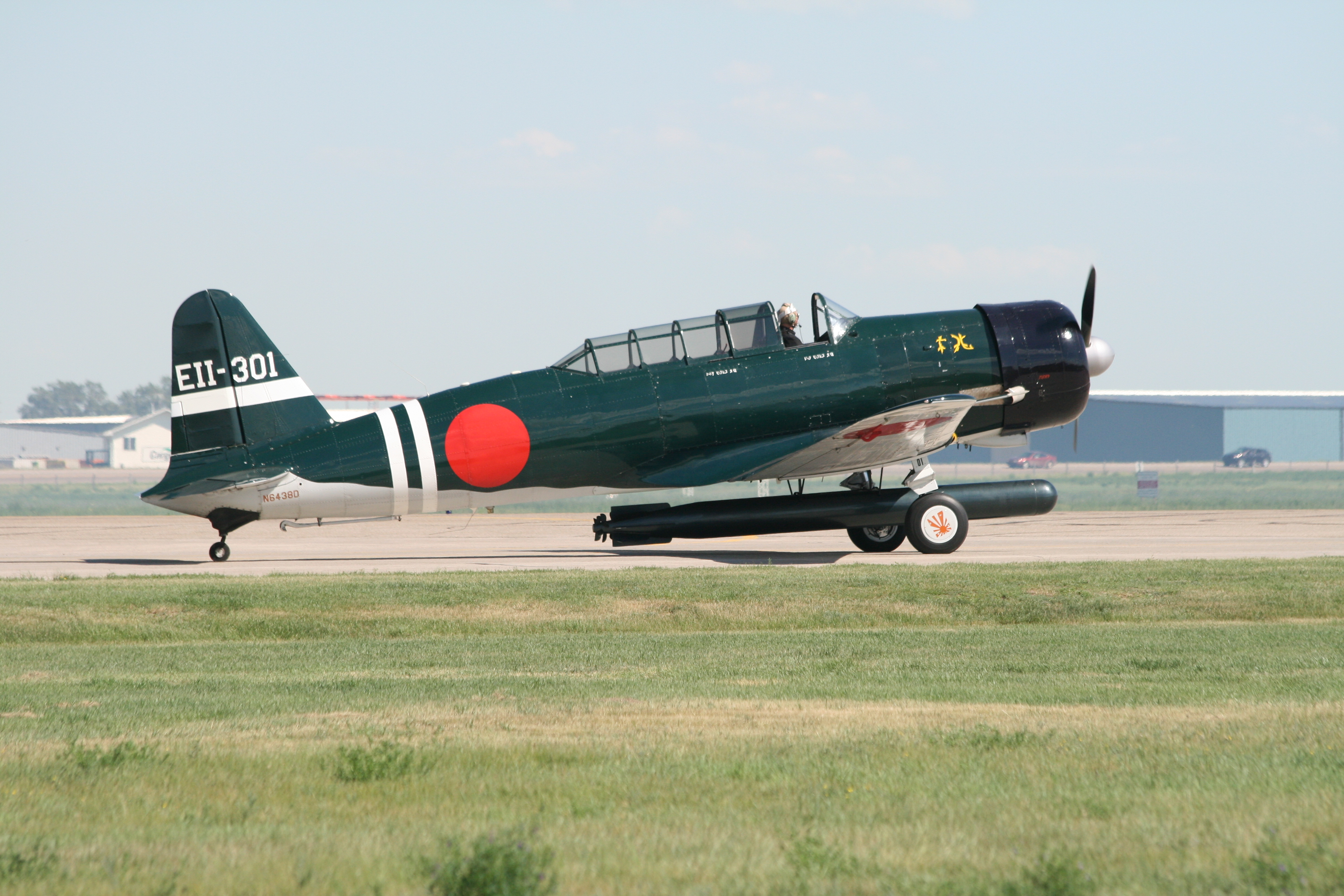
アメリカで製作された九七式艦上攻撃機風の改造機

### 映画

#### 実機
『ハワイ・マレー沖海戦』
主役機として主に一一型が登場。記録映像や特撮によるもの以外に航空隊でのロケも行われ、発艦シーンでは空母の飛行甲板を再現したオープンセット上を実機が滑走した。
『雷撃隊出動』
本編の冒頭に流れる雷撃隊の戦闘シーンや翔鶴型空母から基地に向け発艦する連絡機として一二型が登場する。

#### レプリカ
『トラ・トラ・トラ!』
撮影にはT-6 テキサンとBT-13 ヴァリアントをつなぎ合わせて製作された改造機が使われた。
『パールハーバー』
撮影には映画『トラ・トラ・トラ!』で使用された改造機が再び使われた。
『ファイナル・カウントダウン』
撮影には映画『トラ・トラ・トラ!』で使用された改造機が使われたほか、『トラ・トラ・トラ!』の飛行・雷撃シーンも流用されている。

### 小説
『レイテ驀進1 逆襲の機動部隊』
「海鷹」所属機が3機飛来し、アメリカ海軍の潜水艦「ロバロー」に対して二五番二号対潜爆弾を投下する。

### ゲーム
『Microsoft Combat Flight Simulator 2』
日本軍の機体として登場。
『War Thunder』
プレイヤーの操縦機体として一二型が登場する。
『World of Warships』
日本の空母「瑞鳳」「龍驤」「飛龍」「加賀」「翔鶴」の雷撃機として「B5N2」が登場する。
『艦隊これくしょん～艦これ～』
艦船の擬人化キャラ「艦娘」および陸上基地から呼び出せる航空支援部隊「基地航空隊」用の装備として登場する。
一般機のほかに熟練機仕様や、九三一空仕様やその931空仕様の熟練機の他、空母「飛龍」の飛行隊長、友永丈市率いる「友永隊」、空母「赤城」「翔鶴」の飛行隊長を歴任した村田重治が率いる「村田隊」、空六号電探改装備機、またその熟練機が登場する。

『インディ・ジョーンズ/大いなる円環』
ゲームTrailer に登場